# Meina Schellander

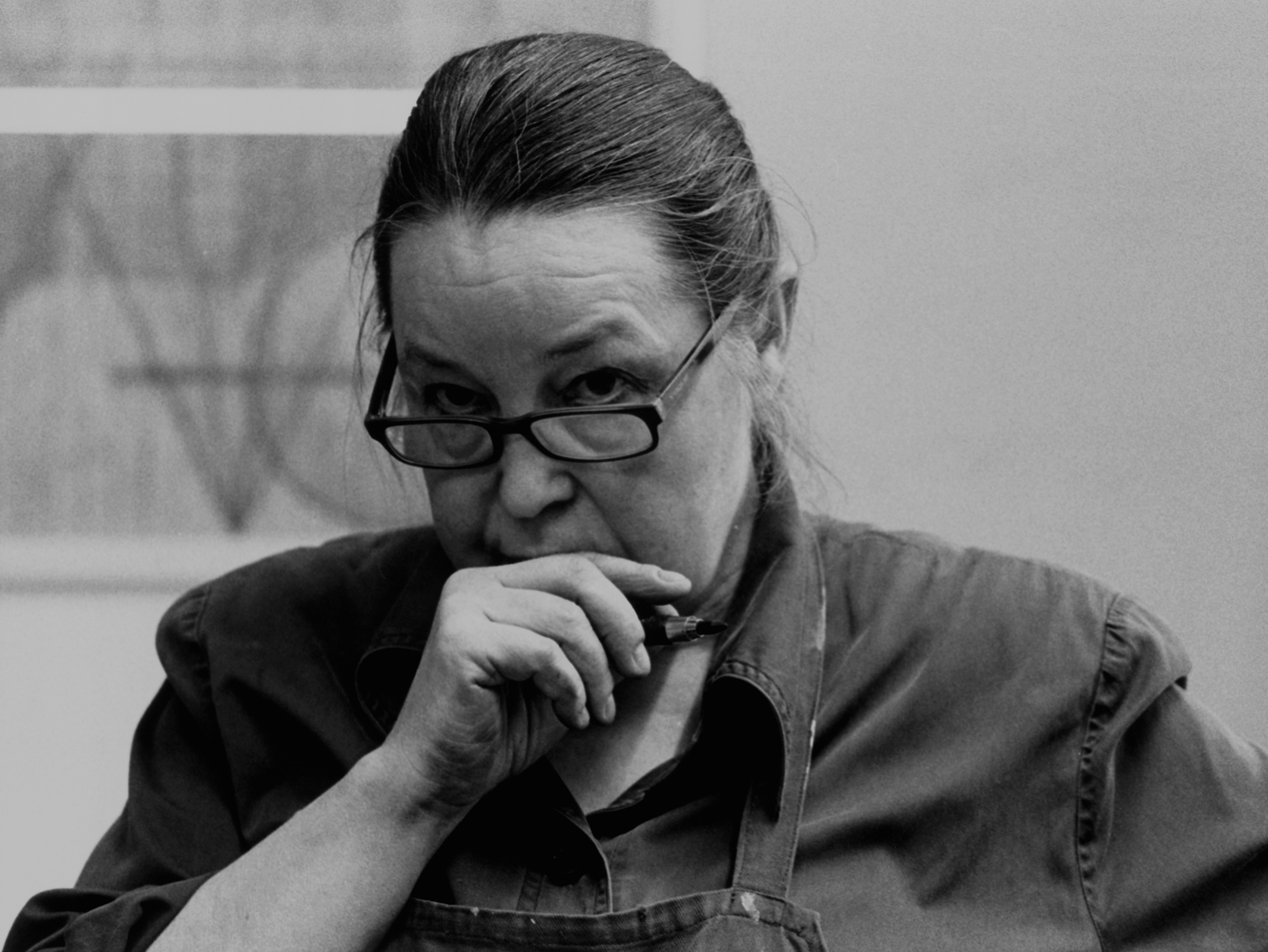
Meina Schellander

Meina Schellander (* 28. Juli 1946 in Klagenfurt, Kärnten) ist eine österreichische Objektkünstlerin und Malerin der Konzeptkunst.

## Leben und Werk
Meina Schellander wuchs als Tochter einer Schneiderin in Ludmannsdorf im Rosental auf. Nach der Matura 1966 studierte sie an der Akademie der Bildenden Künste Wien, wo sie bei Maximilian Melcher die Meisterklasse für Grafik besuchte. Ihr erstes Großprojekt war 1973 „Findling Krastal“ beim Krastaler Symposium von Otto Eder, wo sie einen Findling zwischen die Felsen hängte. Beeinflusst von Eder spielt der öffentliche Raum eine große Rolle in ihrem Werk, so Platzgestaltungen und kirchliche Innenräume. Beispielsweise gestaltete sie 2007 die Installation „Konnexion 1“ in und um den Dom zu Maria Saal, indem sie gelbe Fäden um das Gebäude spannte, unter anderem eine Hommage an ihre Mutter. 2008 beschäftigte sie sich in „Konnexion 2“ in der Jesuitenkirche Wien mit dem Werk von Simone Weil.
In ihrer Arbeit wechselten Phasen der Objektkunst mit Phasen der Malerei. Häufig sind ihre Themen im religiösen Bereich angesiedelt, so beschäftigte sie sich mit Hemma von Gurk und Katharina von Siena. 
Viele ihrer Installationen, Objekte und Arbeiten sind in traditionellen Materialien ausgeführt, besonders Stein und Metall. Die plastischen Arbeiten „Kopfergänzungen“ der späten 1970er und 1980er Jahre wurden von grafischen Studien, die als Vorbereitung eine gewichtige Rolle spielten, begleitet. 
In ihrer Ausstellung „Fremdbild Heimat – zum Beispiel Kärnten“ 1989 hat sie eine Parallelaktion inszeniert, die ihrer persönlichen Lebenssituation zwischen Wien und Klagenfurt entsprach und sich nicht nur auf den in Klagenfurt geborenen Robert Musil bezog, sondern auch eine Distanz zum Begriff Heimat zeigte, ähnlich wie bei Ingeborg Bachmann. 
Viele Projekte von Meina Schellander konnten, obwohl häufig prämiert, nicht umgesetzt werden, da sie vielfach Unverständnis und Widerspruch hervorriefen. Schellander ist Mitglied der Wiener Secession und im Kunstverein Kärnten.
Meina Schellander lebt in Wien.

## Auszeichnungen
- 2012: Großer Kulturpreis des Landes Kärnten

## Ausstellungen und Projekte
- 1981 Parallelarbeiten 1977–80. Galerie Renée Ziegler, Zürich
- 1985 Einheitenfugen. Kunstverein Kärnten, Klagenfurt, und Museum Moderner Kunst Stiftung Ludwig Palais Liechtenstein, MMK, Wien
- 1997–2000 Flucht in die Distanz. Vorplatzgestaltung der HTL Ferlach,[5]
- 1999 Raum Omega. Ruhe sanft – du blaues Land. Rauminstallation, Museum Liaunig[6]
- 1997/1998 Balkenplatz, Drei digitale Anzeigen. Kunst am Bau, Bundesschulen Josef-Preis-Allee, Salzburg. Architektur: ARGE  Zeitler & Lechner Architekten, Bauherr: BIG – Bundesimmobiliengesellschaft Wien[7]